# Wen Qimei
Wen Qimei (født 1867 i Kina, død efteråret 1919) var mor til Mao Zedong, grundlæggeren af Folkerepublikken Kina, samt forfatter. Desuden var hun en dybt from buddhist.
 Der er for få eller ingen kildehenvisninger i denne artikel, hvilket er et problem. Du kan hjælpe ved at angive troværdige kilder til de påstande, som fremføres i artiklen.